# Рыскулов, Матиш
Матиш Рыскулов (каз. Мәдіш Рысқұлов; 1882 год — 1979 год) — скотник колхоза «Совет» Каркаралинского района Карагандинской области, Казахская ССР. Герой Социалистического Труда (1949).

## Биография
Работал скотником в различных сельскохозяйственных предприятиях во время коллективизации в Каркалинском районе.
С 1942 по 1944 — шахтёр в Караганде.
С 1946 по 1955 год работал в колхозе «Совет» (позднее — колхоз имени Фрунзе) Каркалинского района. В первые годы 4-й пятилетки (1946—1950) ежегодно выполнял план по выращиванию крупного рогатого скота. Обслуживал стадо в 228 голов. Средний показатель по набору веса в эти годы составил около 1090 грамм в сутки на одну голову крупного рогатого скота. За получение высокой продуктивности животноводства удостоен звания Героя Социалистического Труда указом Президиума Верховного Совета СССР от 12 июля 1949 года с вручением ордена Ленина и золотой медали «Серп и Молот».
Награды
- Герой Социалистического Труда
- Орден Ленина